# Juan Alberto Vasa
Juan Alberto Vasa (en polaco Jan Albert Waza) (Varsovia, 25 de junio de 1612-Padua, Italia, 29 de diciembre de 1634). Príncipe y religioso polaco, fue cardenal, y Príncipe-Obispo de Warmia y Cracovia. Fue el tercer hijo del monarca sueco-polaco Segismundo III Vasa y de la archiduquesa austriaca Constanza de Habsburgo, hija del archiduque Carlos II de Estiria y de María Ana de Baviera y nieta del emperador Fernando.

## Biografía
Juan Alberto nació en Varsovia el 25 de junio de 1612. Su hermano mayor fue el futuro monarca Juan II Casimiro.
Con solo nueve años, luego de la muerte de Szymon Rudnicki su padre lo nombró Príncipe-Obispo de Warmia. El papa lo reconoció como tal el 21 de octubre de 1621. Más difícil fue de alcanzar un acuerdo con el Capítulo de Warmia, las objeciones de la szlachta retrasarón su nominación definitiva hasta 1631. El príncipe nunca visitó su diócesis, que fue gobernada por el obispo sufragáneo Michał Działyński, el arzobispo de Varsovia Jakub Wierzbipięta Borzuchowski y el canon de Warmia, Paweł Piasecki. La catedral de Frauenburg (Frombork) fue enriquecida por las donaciones de Juan Alberto; entre ellas figuran vestimentas litúrgicas y una estatua dorada de San Andrés.
Juan Alberto fue educado en la Compañía de Jesús.
El 20 de octubre de 1632, Juan Alberto recibió el oficio de Príncipe-Obispo de Cracovia (luego de la muerte de Andrzej Lipski); tomó posesión efectiva del obispado el 27 de febrero de 1633.
El 20 de diciembre de 1632 su nominación cardenalicia fue aclamada públicamente; el papa Urbano VIII había firmado esta nominación el 19 de octubre de 1629 en forma secreta (in pectore tacite); posteriormente hizo pública la designación, garantizando a Juan Alberto el título de cardenal presbítero de Sanctae Marie in Aquiro.
Juan Alberto murió en Italia en 1634 en Padua, donde su hermano, Vladislao IV Vasa, lo envió en misión diplomática. La causa de su muerte fue incierta - Albrycht S. Radziwill en su diario sugiere que se infectó de viruela cuando se encontró su hermano, Aleksander Karol antes de partir para Italia (Karol murió el mismo año de viruela). Paweł Piasecki sugiere que la causa de la muerte pudo haberse debido a otra enfermedad y no a la viruela.
En su oficio de obispo de Warmia fue sucedido por Mikolaj Szyszkowski en 1632. En la dignidad de Cracovia, fue sucedido por Jakub Zadzik.
- Datos: Q534948
- Multimedia: John Albert Vasa / Q534948